# Arménio Taveira Losa
Arménio Taveira Losa (Braga, 28 de Outubro de 1908 - Porto, 1 de Julho de 1988) foi um arquitecto português do século XX.

## Biografia

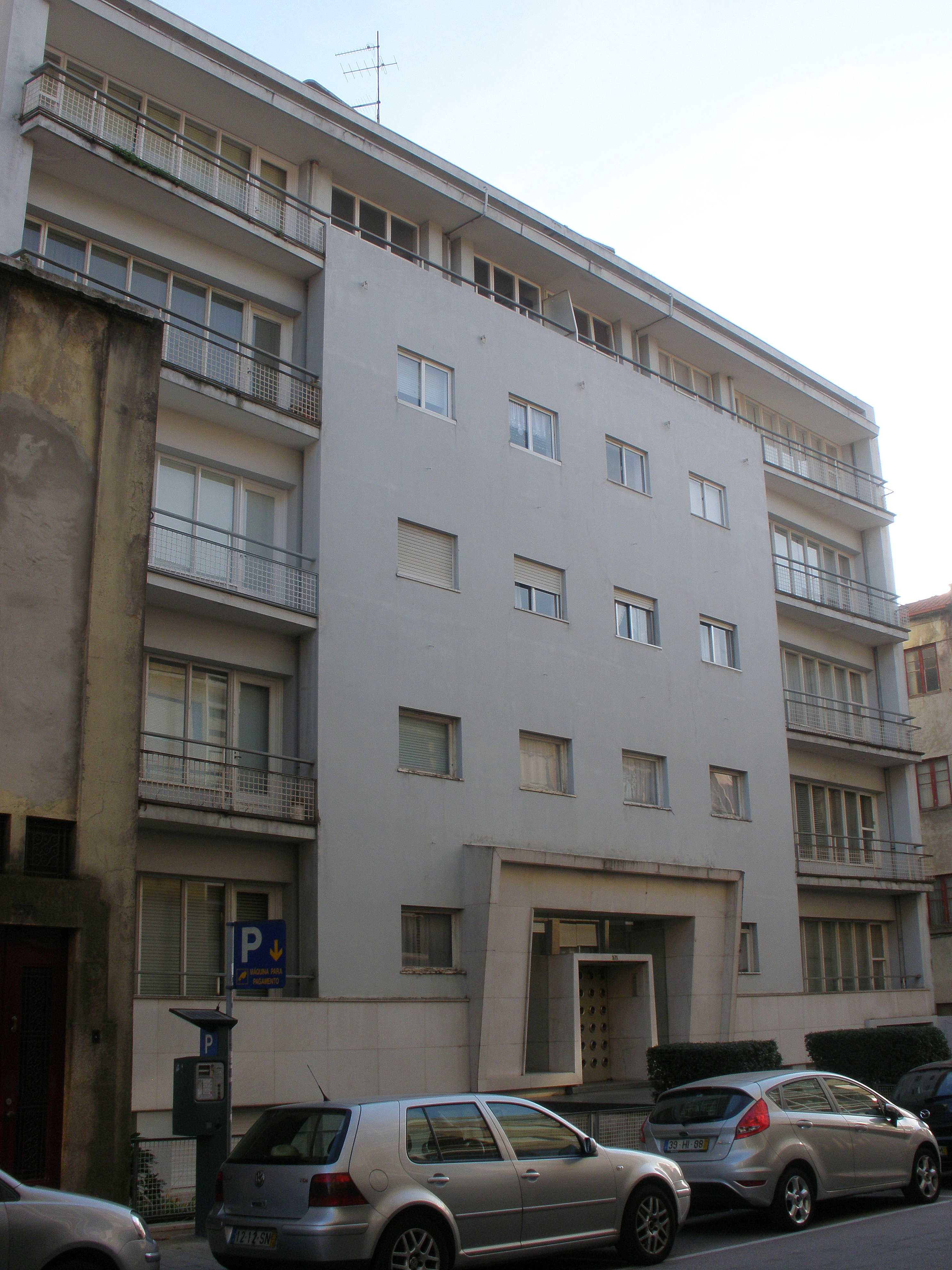
Bloco da Carvalhosa, Porto

Licenciou-se em Arquitectura pela Escola de Belas-Artes do Porto, em 1932, tendo abandonado a actividade de arquitecto apenas em 1985 (com 77 anos). Casou em 1935 com a escritora de literatura infantil de origem judaica alemã Ilse Losa, de quem teve duas filhas, Margarida Lieblich Losa (1943 - Janeiro de 1999) e Alexandra Lieblich Losa.
Foi no Norte de Portugal um dos portas-vozes do Movimento Moderno, deixando a sua marca em diversos projectos para habitação e serviços, destacando-se na cidade do Porto: a remodelação de uma destilaria de açúcar, a habitação no Pinheiro Manso, a Fábrica de Sedas, o bloco de habitação colectiva da Carvalhosa, o prédio de escritórios na Rua de Sá da Bandeira, o edifício da CUF na Praça da Galiza e o Edifício de Escritórios na Rua de Ceuta. E ainda a repartição de finanças em Viana do Castelo e a Fábrica de Cerveja em Leça do Balio, entre outras. 
Com o arquitecto Cassiano Barbosa, em 1954, colaborou um conjunto para habitação na Ponte da Pedra. Fez ainda estudos para Quelimane (Moçambique) e para o Lobito (Angola). 
Realizou vários estudos de planeamento para a Câmara Municipal do Porto entre 1939 e 1945. Interveio ainda em zonas como a Sé do Porto e na zona do Hospital Escolar, em Vila Nova de Gaia. Fez ainda estudos para localidades como Carrazeda de Ansiães, Vila Nova de Famalicão, Guimarães, Matosinhos e Viana do Castelo.

Participou no associativismo, no seio da Organização dos Arquitectos Modernos que ajudou a fundar.